# Lei de Fechamento de Bares
A Lei de Fechamento de Bares (Lei Municipal n° 2.107/02) é uma lei do município brasileiro de Diadema considerada determinante para a diminuição no número de homicídios na cidade, numa redução que chegou a atingir 90,74%. A lei determina que bares sejam proibidos de funcionar entre as 23h e as 5h. Em 2019, quase duas décadas após a promulgação da lei, o município registrou 23 vítimas de homicídio, o que representou uma diminuição da ordem de 89,2%. A lei de Diadema foi apontada pela Organização das Nações Unidas (ONU) como uma das dez melhores políticas públicas de combate ao consumo de álcool.

## Contexto
Em 1999, a cidade de Diadema tinha uma taxa de assassinatos de 102,8 mortes para cada 100 mil habitantes e, em 2011, o município conseguiu reduzir esse índice para 9,52 para cada 100 mil habitantes.
| “                                                       | A gente tinha um diagnóstico de que os homicídios ocorriam das 23h às 4h da manhã e que tinham uma intercorrência muito grande com episódios em bares. Fizemos um corte radical de fechar os bares. Mas não foi só isso, a lei estava dentro de um plano municipal. Intensificamos as políticas para adolescentes, para mulheres, as políticas de educação. | ” |
| — Regina Miki, secretária Nacional de Segurança Pública | |   |

Além do fechamento dos bares, outras políticas públicas foram implementadas em conjunto em Diadema, como programas sociais, urbanização de áreas periféricas, criação de centros de videomonitoramento e recolhimento de armas.

## Efeitos
A Lei de Fechamento de Bares de Diadema determina que os estabelecimentos do tipo devem fechar às 23h, permanecendo fechados até as 5h. Sua criação, em 2002, se deu em um momento em que os homicídios no município chegaram a 213 casos no ano. A determinação contribuiu para reduzir significativamente os índices de violência. Em 2016, Diadema registrou 33 homicídios, uma redução de 89,2% em relação a 2002. Apesar da redução, o município ainda aparece como o mais violento da região em estudo produzido pelo Ipea, com taxa de 22,8 homicídios por 100 mil habitantes no período 2005-2015.
A lei prevê a possibilidade de alvarás especiais para bares que atendam a requisitos como localização, licenças ambientais, acessibilidade e segurança. Em 2020, a Prefeitura começou a emitir esses alvarás com validade de 2 anos para estimular o comércio. Até fevereiro daquele ano haviam sido emitidas duas licenças.
O delegado Reinaldo Corrêa relata que, antes da lei, 60% dos homicídios aconteciam entre 22h e 4h, muitos em bares. Com a lei e outras medidas, a média caiu para 15-20 por mês. A despeito de preocupações registradas por alguns especialistas neste sentido, não houve registro de aumento de violência doméstica após o fechamento dos bares.

### Cumprimento
De acordo com balanço da Prefeitura, no primeiro trimestre de 2017 foram registrados 52 casos de bares abertos após as 23h sem autorização, aumento de 47% em relação a 2016. Já o número de bares sem alvará caiu 35,5% no mesmo período.

## Leis análogas
Em 2009, o município de São Luís aprovou uma lei análoga.
Em 2003, o município de Embu das Artes, ao verificar grande incidência de homicídios nos arredores dos bares, aprovou lei semelhante. O número de homicídios caiu de cerca de 200, na época, para 37 em 2016.
Em Londres, pubs eram proibidos de vender bebidas alcoólicas após as 23h durante quase um século, até 2005, quando passaram a poder solicitar autorizações especiais para estender o horário. A autorização depende de análise feita pelo governo local, que leva em conta o histórico do estabelecimento e sua relação com a vizinhança.
Pesquisa publicada em 18 cidades da Noruega que implantaram leis similares apontou que cada hora a menos no horário de funcionamento dos bares pode reduzir em 16% os crimes associados ao consumo de álcool.